# Lazaros C. Triarhou
Lazaros Constantinos Triarhou (gr. Λάζαρος Τριάρχου, ur. 1957) – grecki lekarz neurolog, neuropatolog i historyk medycyny. Profesor neurobiologii na Uniwersytecie w Salonikach.

## Wybrane prace
- Neural Transplantation in Cerebellar Ataxia. Springer Verlag, Heidelberg – Berlin, 1997
- Dopaminergic Neuron Transplantation in the Weaver Mouse Model of Parkinson’s Disease. Kluwer Academic, Dordrecht – New York, 2002
- Developmental Syndromes in Special Education: The Molecular and Cellular Basis of Phenotypes. University of Macedonia Press, Thessaloniki, 2006